# Gieseler (Fluss)
Die Gieseler ist ein 12,9 km langer linker Nebenfluss der Lippe im nordrhein-westfälischen Kreis Soest. Der Bach liegt westlich der B 55 im Naturschutzgebiet Gieseler. Seit 2022 hat sich der Europäische Biber an der Gieseler angesiedelt.

## Name
In der Karte mit dem Titel „Eigentliche Gelegenheit des Dorfs Westerenkotten“ aus der zweiten Hälfte des 16. Jahrhunderts, ist die heutige Gieseler, in dem Teil zwischen Bökenförde und Bad Westernkotten, mit dem Namen „Die Weyde“ verzeichnet.
In Eikeloh nannte man die Gieseler im Jahr 1614 die Beeke. In Hellinghausen wurde sie im 16. Jahrhundert als Becke bezeichnet.

## Geographie

### Verlauf
Das Gieselerwasser wird nach wenigen hundert Metern am "Hof zur Osten" zur Stromgewinnung aufgestaut, bevor der Fluss am Südwest-Rand von Bökenförde die „Pöppelsche“ aufnimmt. Nach 12,9 km mündet die Gieseler bei Lippstadt-Hellinghausen in die Lippe.

### Zuflüsse
- Lanftergraben (rechts), 2,0 km, 5,50 km², 0,06 m³/s
- Pöppelsche (links), 16,7 km, 50,93 km², 0,57 m³/s
- Weihe (rechte Abzweigung), 4,9 km
- Flachsröte (links), 1,5 km, 1,88 km², 0,01 m³/s
- Osterbach (links), 2,8 km, 8,92 km², 0,09 m³/s
- Mühlenbach (links), 4,6 km, 14,37 km², 0,14 m³/s
- Glasebach (links), 16,7 km, 58,52 km², 0,39 m³/s
- Stirper Mühlenbach (links), 5,0 km, 4,71 km², 0,04 m³/s
- Rottgraben (links), 2,0 km, 1,79 km², 0,02 m³/s
- Roßbach (rechts), 4,8 km, 3,87 km², 0,04 m³/s

## Wasserbauwerke

### Stöckers-Schemm
Westlich von Bökenförde liegt das Stauwerk Stöckers-Schemm. Es wurde im Jahr 1846/47 erbaut, um mit dem Wasser der Gieseler die Wiesen im Merschfeld bewässern zu können. Das Wasser wurde über Flut- bzw. Abflussgräben der Weihe wieder abgeleitet.

### Engelbert-Schemm
Im frühen 17. Jahrhundert baute die Stadt Lippstadt ihre Festungsanlagen aus. Für die Südliche Umflut benötigte man ausreichend Wasser und schuf um 1678 eine Anbindung der Weihe an die Gieseler bei Bad Westernkotten. Ein Wehr in der Gieseler ermöglichte an dieser Stelle das Aufstauen das Wassers, welches dann durch die Weihe nach Lippstadt umgeleitet werden konnte. Das heutige Stauwehr, das auch Engelbert-Schemm genannt wird, ist im Jahr 1852 erbaut worden.
Das mit dem Wehr verbundene Recht, das Wasser der Gieseler zu 1/3 zum Betrieb der Mühle in Overhagen und zu 2/3 für die Spülung von Kanälen in Lippstadt zu nutzen, besteht noch heute, wird aber nicht mehr genutzt.

### Wehr Overhagen
Das Wehr an der Gieseler in Overhagen ist ein Relikt mittelalterlicher Grundherrschaftsrechte, mit denen die Wasserrechte der Herren und Freiherren von Schorlemer verbunden sind. Dazu gehört unter anderem die Regulierung des Wasserstandes der Gräfte von Schloss Overhagen und die Absicherung der Wasserstände der von Herringhausen in die Lippe führenden Gewässer. Das vom Wehr aufgestaute Wasser wird zum Teil in den abzweigenden Mühlgraben (Mahlbieke) geleitet und so der Schlossgräfte zugeführt. Bis zum Jahr 1961 wurde mit dem Wasser des Mühlgrabens eine Mühle betrieben.

## Bildergalerie

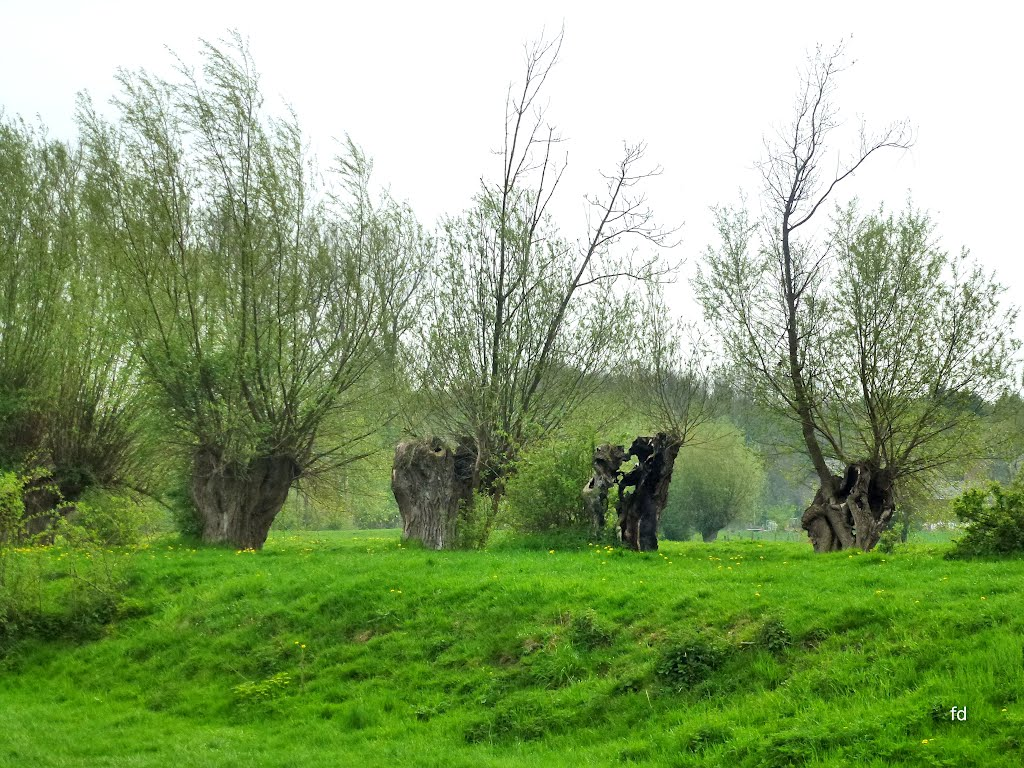
Quellgebiet der Gieseler
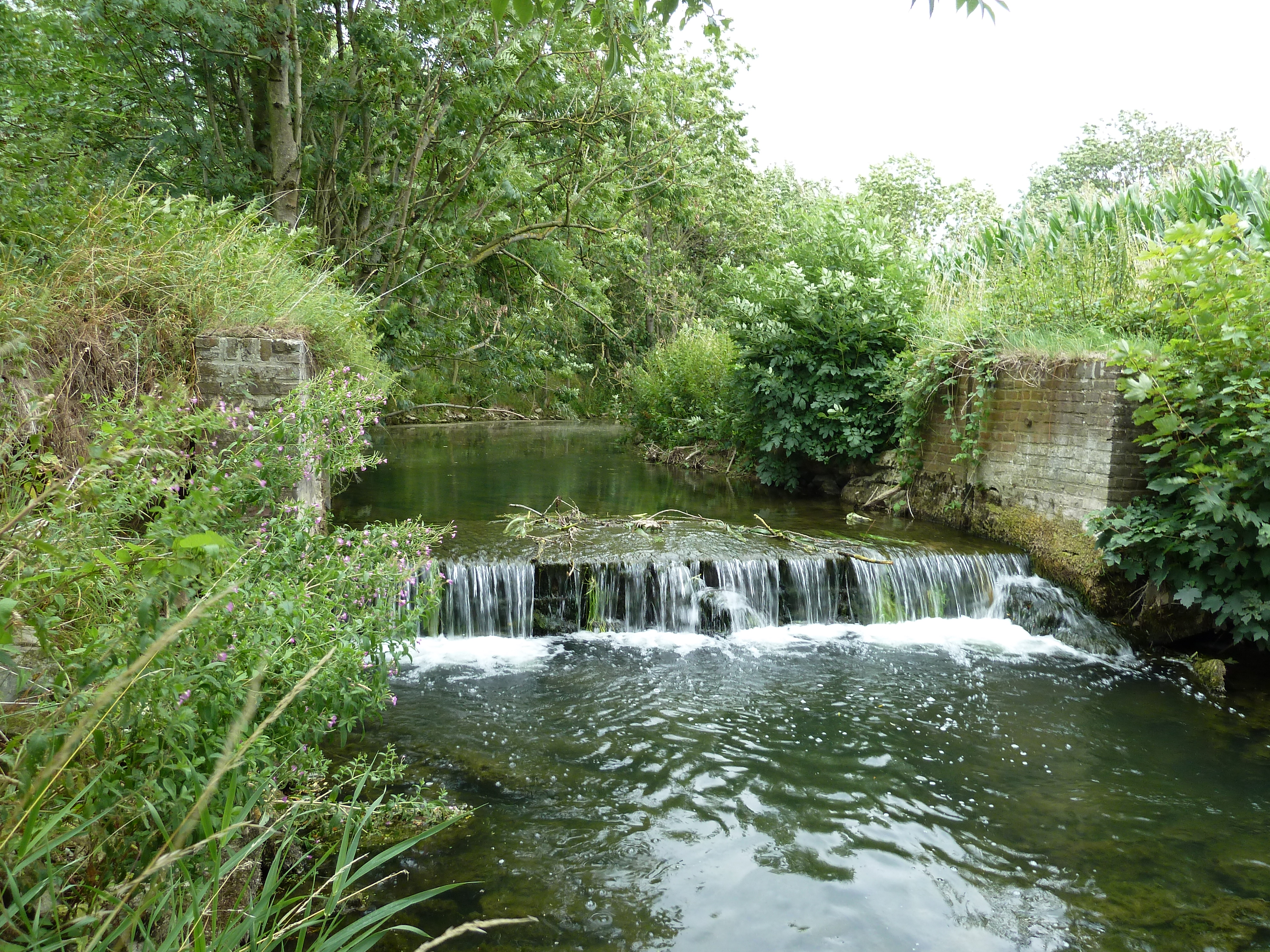
Stöckers-Schemm bei Bökenförde
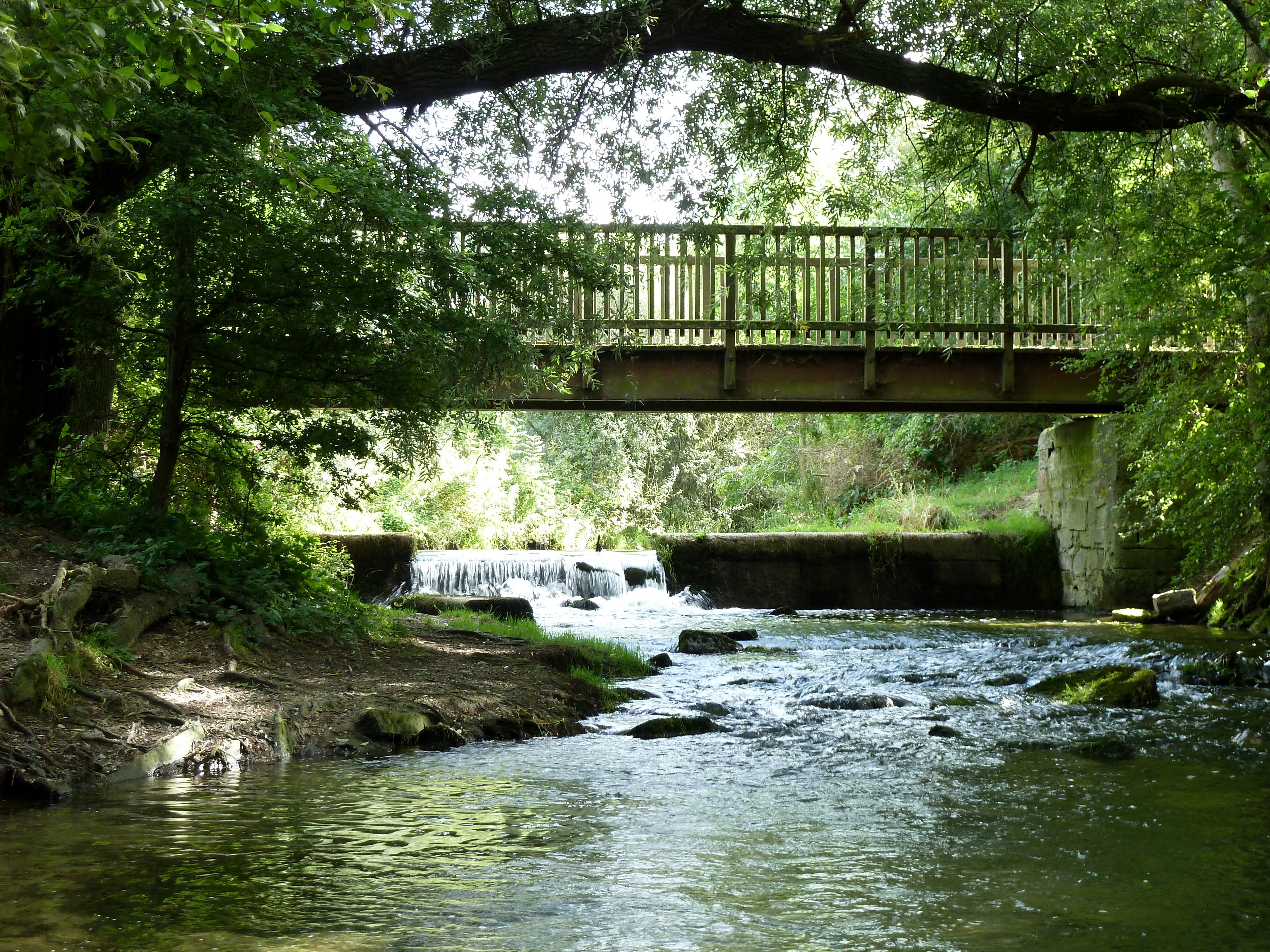
Engelbert-Schemm bei Bad Westernkotten
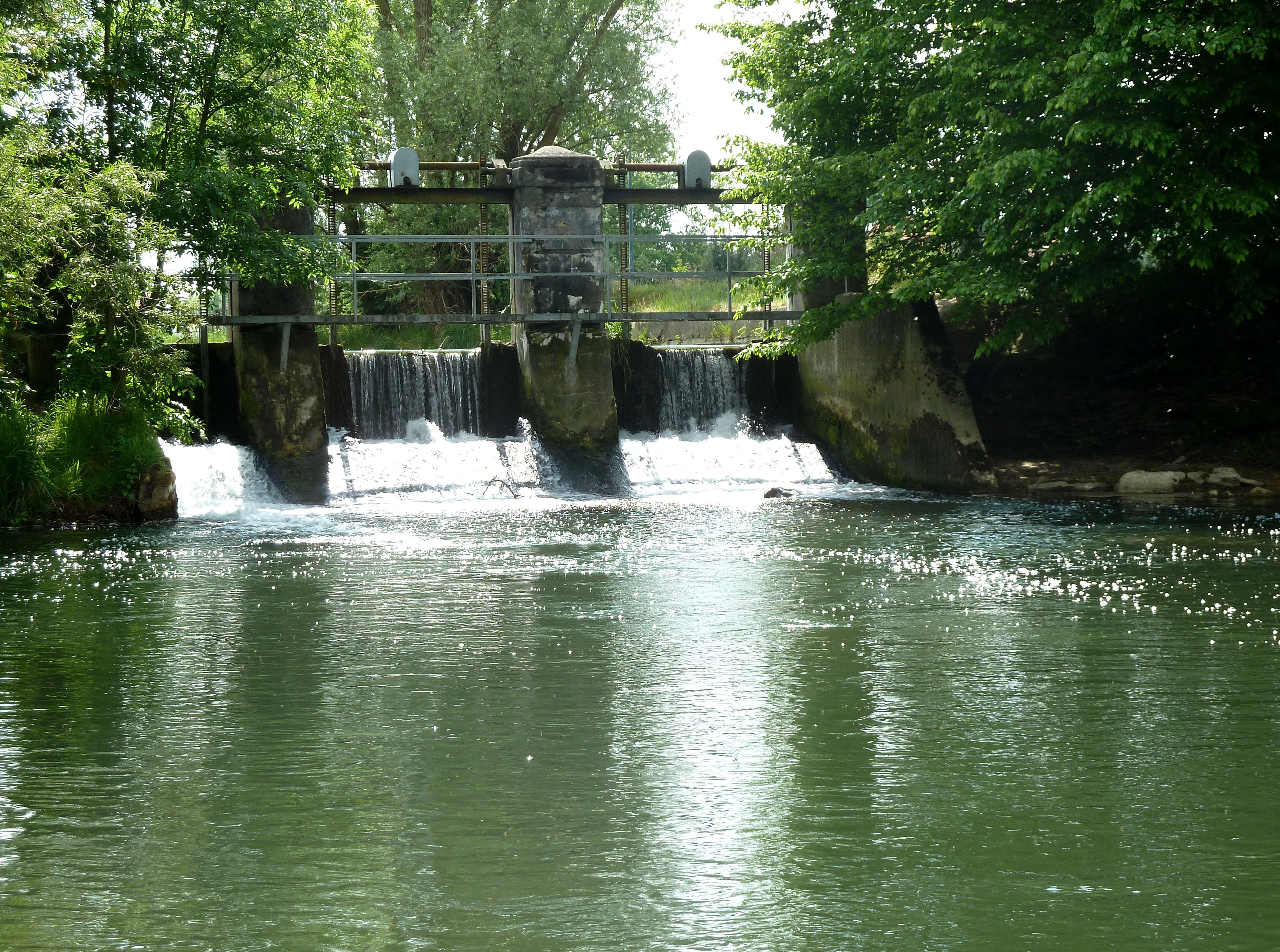
Wehr bei Overhagen